# Censo dos Estados Unidos de 1970
O Censo dos Estados Unidos de 1970, conduzido pelo departamento do censo em 1º de abril de 1970, foi o décimo nono censo dos Estados Unidos. Determinou a população residente dos Estados Unidos em 203,211,926 - um aumento de 13,3% sobre as 179,323,175 pessoas enumeradas durante o censo de 1960.
Este é também o primeiro censo que classificou a Califórnia à frente de Nova Iorque em população, à medida que a Califórnia se tornou o estado mais populoso em novembro de 1962.

## População por estado
| Ranking | Estado               | População  |
| ------- | -------------------- | ---------- |
| 01      | Califórnia           | 19,953,134 |
| 02      | Nova Iorque          | 18,241,266 |
| 03      | Pensilvânia          | 11,793,909 |
| 04      | Texas                | 11,196,730 |
| 05      | Illinois             | 11,113,976 |
| 06      | Ohio                 | 10,652,017 |
| 07      | Michigan             | 8,875,083  |
| 08      | Nova Jérsia          | 7,168,164  |
| 09      | Flórida              | 6,789,443  |
| 10      | Massachusetts        | 5,689,170  |
| 11      | Indiana              | 5,193,669  |
| 12      | Carolina do Norte    | 5,082,059  |
| 13      | Missouri             | 4,677,399  |
| 14      | Virgínia             | 4,648,494  |
| 15      | Geórgia              | 4,589,575  |
| 16      | Wisconsin            | 4,417,933  |
| 17      | Tennessee            | 3,924,164  |
| 18      | Maryland             | 3,922,399  |
| 19      | Minnesota            | 3,805,069  |
| 20      | Luisiana             | 3,643,180  |
| 21      | Alabama              | 3,444,165  |
| 22      | Washington           | 3,409,169  |
| 23      | Kentucky             | 3,219,311  |
| 24      | Connecticut          | 3,032,217  |
| 25      | Iowa                 | 2,825,041  |
| 26      | Carolina do Sul      | 2,590,516  |
| 27      | Oklahoma             | 2,559,253  |
| 28      | Kansas               | 2,249,071  |
| 29      | Mississippi          | 2,216,912  |
| 30      | Colorado             | 2,207,259  |
| 31      | Óregon               | 2,091,385  |
| 32      | Arkansas             | 1,923,295  |
| 33      | Arizona              | 1,772,482  |
| 34      | Virgínia Ocidental   | 1,744,237  |
| 35      | Nebraska             | 1,483,791  |
| 36      | Utah                 | 1,059,273  |
| 37      | Novo México          | 1,016,000  |
| 38      | Maine                | 993,663    |
| 39      | Rhode Island         | 949,723    |
| 40      | Havaí                | 769,913    |
| X       | Distrito de Columbia | 756,510    |
| 41      | Nova Hampshire       | 737,681    |
| 42      | Idaho                | 713,008    |
| 43      | Montana              | 694,409    |
| 44      | Dakota do Sul        | 666,257    |
| 45      | Dakota do Norte      | 617,761    |
| 46      | Delaware             | 548,104    |
| 47      | Nevada               | 488,738    |
| 48      | Vermont              | 444,732    |
| 49      | Wyoming              | 332,416    |
| 50      | Alasca               | 302,173    |

## População por cidade
| Ranking | Cidade          | Estado               | População | Região       |
| ------- | --------------- | -------------------- | --------- | ------------ |
| 01      | Nova Iorque     | Nova Iorque          | 7,894,862 | Nordeste     |
| 02      | Chicago         | Illinois             | 3,366,957 | Centro-Oeste |
| 03      | Los Angeles     | Califórnia           | 2,816,061 | Oeste        |
| 04      | Filadélfia      | Pensilvânia          | 1,948,609 | Nordeste     |
| 05      | Detroit         | Michigan             | 1,511,482 | Centro-Oeste |
| 06      | Houston         | Texas                | 1,232,802 | Sul          |
| 07      | Baltimore       | Maryland             | 905,759   | Sul          |
| 08      | Dallas          | Texas                | 844,401   | Sul          |
| 09      | Washington      | Distrito de Columbia | 756,510   | Sul          |
| 10      | Cleveland       | Ohio                 | 750,903   | Centro-Oeste |
| 11      | Indianápolis    | Indiana              | 744,624   | Centro-Oeste |
| 12      | Milwaukee       | Wisconsin            | 717,099   | Centro-Oeste |
| 13      | São Francisco   | Califórnia           | 715,674   | Oeste        |
| 14      | San Diego       | Califórnia           | 696,769   | Oeste        |
| 15      | San Antonio     | Texas                | 654,153   | Sul          |
| 16      | Boston          | Massachusetts        | 641,071   | Nordeste     |
| 17      | Memphis         | Tennessee            | 623,530   | Sul          |
| 18      | St. Louis       | Missouri             | 622,236   | Centro-Oeste |
| 19      | Nova Orleães    | Luisiana             | 593,471   | Sul          |
| 20      | Phoenix         | Arizona              | 581,562   | Oeste        |
| 21      | Columbus        | Ohio                 | 539,677   | Centro-Oeste |
| 22      | Seattle         | Washington           | 530,831   | Oeste        |
| 23      | Jacksonville    | Flórida              | 528,865   | Sul          |
| 24      | Pittsburgh      | Pensilvânia          | 520,117   | Nordeste     |
| 25      | Denver          | Colorado             | 514,678   | Oeste        |
| 26      | Kansas City     | Missouri             | 507,087   | Centro-Oeste |
| 27      | Atlanta         | Geórgia              | 496,973   | Sul          |
| 28      | Buffalo         | Nova Iorque          | 462,768   | Nordeste     |
| 29      | Cincinnati      | Ohio                 | 452,524   | Centro-Oeste |
| 30      | Nashville       | Tennessee            | 448,003   | Sul          |
| 31      | San José        | Califórnia           | 445,779   | Oeste        |
| 32      | Minneapolis     | Minnesota            | 434,400   | Centro-Oeste |
| 33      | Fort Worth      | Texas                | 393,476   | Sul          |
| 34      | Toledo          | Ohio                 | 383,818   | Centro-Oeste |
| 35      | Portland        | Óregon               | 382,619   | Oeste        |
| 36      | Newark          | Nova Jérsia          | 382,417   | Nordeste     |
| 37      | Oklahoma City   | Oklahoma             | 366,481   | Sul          |
| 38      | Oakland         | Califórnia           | 361,561   | Oeste        |
| 39      | Louisville      | Kentucky             | 361,472   | Sul          |
| 40      | Long Beach      | Califórnia           | 358,633   | Oeste        |
| 41      | Omaha           | Nebraska             | 347,328   | Centro-Oeste |
| 42      | Miami           | Flórida              | 334,859   | Sul          |
| 43      | Tulsa           | Oklahoma             | 331,638   | Sul          |
| 44      | Honolulu        | Havaí                | 324,871   | Oeste        |
| 45      | El Paso         | Texas                | 322,261   | Sul          |
| 46      | Saint Paul      | Minnesota            | 309,980   | Centro-Oeste |
| 47      | Norfolk         | Virgínia             | 307,951   | Sul          |
| 48      | Birmingham      | Alabama              | 300,910   | Sul          |
| 49      | Rochester       | Nova Iorque          | 296,233   | Nordeste     |
| 50      | Tampa           | Flórida              | 277,767   | Sul          |
| 51      | Wichita         | Kansas               | 276,554   | Centro-Oeste |
| 52      | Akron           | Ohio                 | 275,425   | Centro-Oeste |
| 53      | Tucson          | Arizona              | 262,933   | Oeste        |
| 54      | Jersey City     | Nova Jérsia          | 260,545   | Nordeste     |
| 55      | Sacramento      | Califórnia           | 254,413   | Oeste        |
| 56      | Austin          | Texas                | 251,808   | Sul          |
| 57      | Richmond        | Virgínia             | 249,621   | Sul          |
| 58      | Albuquerque     | Novo México          | 243,751   | Oeste        |
| 59      | Dayton          | Ohio                 | 243,601   | Centro-Oeste |
| 60      | Charlotte       | Carolina do Norte    | 241,178   | Sul          |
| 61      | São Petersburgo | Flórida              | 216,232   | Sul          |
| 62      | Corpus Christi  | Texas                | 204,525   | Sul          |
| 63      | Yonkers         | Nova Iorque          | 204,297   | Nordeste     |
| 64      | Des Moines      | Iowa                 | 200,587   | Centro-Oeste |
| 65      | Grand Rapids    | Michigan             | 197,649   | Centro-Oeste |
| 66      | Syracuse        | Nova Iorque          | 197,208   | Nordeste     |
| 67      | Flint           | Michigan             | 193,317   | Centro-Oeste |
| 68      | Mobile          | Alabama              | 190,026   | Sul          |
| 69      | Shreveport      | Luisiana             | 182,064   | Sul          |
| 70      | Warren          | Michigan             | 179,260   | Centro-Oeste |
| 71      | Providence      | Rhode Island         | 179,213   | Nordeste     |
| 72      | Fort Wayne      | Indiana              | 177,671   | Centro-Oeste |
| 73      | Worcester       | Massachusetts        | 176,572   | Nordeste     |
| 74      | Salt Lake City  | Utah                 | 175,885   | Oeste        |
| 75      | Gary            | Indiana              | 175,415   | Centro-Oeste |
| 76      | Knoxville       | Tennessee            | 174,587   | Sul          |
| 77      | Arlington       | Virgínia             | 174,284   | Sul          |
| 78      | Madison         | Wisconsin            | 173,258   | Centro-Oeste |
| 79      | Virginia Beach  | Virgínia             | 172,106   | Sul          |
| 80      | Spokane         | Washington           | 170,516   | Oeste        |
| 81      | Kansas City     | Kansas               | 168,213   | Centro-Oeste |
| 82      | Anaheim         | Califórnia           | 166,701   | Oeste        |
| 83      | Fresno          | Califórnia           | 165,972   | Oeste        |
| 84      | Baton Rouge     | Luisiana             | 165,963   | Sul          |
| 85      | Springfield     | Massachusetts        | 163,905   | Nordeste     |
| 86      | Hartford        | Connecticut          | 158,017   | Nordeste     |
| 87      | Santa Ana       | Califórnia           | 156,601   | Oeste        |
| 88      | Bridgeport      | Connecticut          | 156,542   | Nordeste     |
| 89      | Tacoma          | Washington           | 154,581   | Oeste        |
| 90      | Columbus        | Geórgia              | 154,168   | Sul          |
| 91      | ‎Jackson         | Mississippi          | 153,968   | Sul          |
| 92      | Lincoln         | Nebraska             | 149,518   | Centro-Oeste |
| 93      | Lubbock         | Texas                | 149,101   | Sul          |
| 94      | Rockford        | Illinois             | 147,370   | Centro-Oeste |
| 95      | Paterson        | Nova Jérsia          | 144,824   | Nordeste     |
| 96      | Greensboro      | Carolina do Norte    | 144,076   | Sul          |
| 97      | Riverside       | Califórnia           | 140,089   | Oeste        |
| 98      | Youngstown      | Ohio                 | 139,788   | Centro-Oeste |
| 99      | Fort Lauderdale | Flórida              | 139,590   | Sul          |
| 100     | Evansville      | Indiana              | 138,764   | Centro-Oeste |